# Stadion FK Kolubara
Stadion FK Kolubara – stadion piłkarski w Lazarevacu, w Serbii. Został otwarty w 1926 roku. Może pomieścić 2540 widzów. Swoje spotkania rozgrywają na nim piłkarze klubu FK Kolubara.